# Cherrelle
Cheryl Norton (Los Angeles, 13 oktober 1958), beter bekend onder haar artiestennaam Cherrelle, is een Amerikaans r&b zangeres. Ze werd midden jaren 80 bekend als artiest met de hits "I Didn't Mean to Turn You On", "Where Do I Run To", en "Everything I Miss at Home". Bekende duetten met zanger Alexander O'Neal zijn "Saturday Love" en "Never Knew Love Like This".

## Biografie
Cherrelle begon haar carrière met artiesten Norman Connors en Michael Henderson. Ook toerde ze met zanger Luther Vandross. Nadat de oprichter van Tabu Records haar demo hoorde kreeg ze een contract in 1983. Cherrelle haar artiestennaam is afkomstig van een voormalig werkgever die eens riep: "Cher-relle, je bent te laat!".
Cherrelle bracht in 1984 haar debuutalbum Fragile uit met producer-duo Jimmy Jam & Terry Lewis. Hieruit kwam haar eerste Top 10 single "I Didn't Mean to Turn You On". Dit nummer werd een jaar later gecoverd door popzanger Robert Palmer op zijn album Riptide, en in 2001 door Mariah Carey op het album Glitter.
Cherrelle's tweede album High Priority ontving goud en leverde de hit "Saturday Love", een duet met zanger Alexander O'Neal.

## Discografie

### Studioalbums
- Fragile (1984)
- High Priority (1985)
- Affair (1988)
- The Woman I Am (1991)
- The Right Time (1999)

### Compilatiealbums
- The Best of Cherrelle (1995)
- Greatest Hits (2005)
- Icon (2011)

### Singles in de Nederlandse Top 40
- "Never Knew Love Like This" (met Alexander O'Neal) (1988)